# Andreas Søndergaard
Andreas Søndergaard (3 de mayo de 1998) es un deportista danés que compite en bádminton, en la modalidad de dobles. Ganó una medalla de plata en el Campeonato Europeo de Bádminton de 2024, en su especialidad.

## Palmarés internacional
| Campeonato Europeo | Campeonato Europeo     | Campeonato Europeo | Campeonato Europeo |
| Año                | Lugar                  | Medalla            | Prueba             |
| ------------------ | ---------------------- | ------------------ | ------------------ |
| 2024               | Saarbrücken (Alemania) | Medalla de plata   | Dobles             |